# Наси-лемак
Наси-лемак (малайск. Nasi lemak, «жирный рис») — традиционное блюдо Малайзии. Изначально являлось традиционной пищей малайцев, но со временем стало популярным и среди всех этнических групп страны. Представляет собой рис, отваренный в кокосовом молоке и листьях пандана, подаётся с острым соусом самбал (соус на основе красного перца, распространённый в ряде стран Юго-Восточной Азии). Также очень часто в него добавляют жареный арахис, жареные анчоусы, овощи, огурец, варёное яйцо (часто половину) и жареную курицу. Реже встречаются варианты, где вместо жареной курицы подают другое мясо или морепродукты, вместо варёного яйца жареное.
Блюдо также распространено в соседних странах: Сингапуре, Брунее, на юге Таиланда, в Индонезии — в определённых регионах острова Суматра.
Считается одним из самых известных блюд на завтрак в малайском стиле. Однако из-за его популярности рестораны подают его в качестве обеда или ужина, что позволяет употреблять блюдо в течение всего дня. Блюдо традиционно продается на вынос в банановых листьях, также на газетах или оберточной бумаге; в ресторанах подаётся на тарелке.
31 января 2019 года Google выпустила Google Doodle, отмечая день наси-лемак.

## Здоровье
В марте 2016 года журнал TIME назвал наси-лемак одним из 10 самых полезных международных блюд для завтрака . Однако, это мнение может вводить в заблуждение, так как автор, возможно, ссылался на «более здоровую» и уменьшенную версию блюда и сравнивал его с большим американским завтраком (жареный бекон, яйца, блины / оладьи). Одна полноразмерная порция наси-лемака с добавлением жареной курицы, мяса или рыбы может составлять от 800 до 1000 калорий. Рис с кокосовым молоком также содержит насыщенный жир, ингредиент, связанный с проблемами со здоровьем, включая диабет.